# 伊拉克似真小鯉
伊拉克似真小鯉（学名：Cyprinella kais）为輻鰭魚綱鯉形目鲤科的一個種，分布於亞洲底格里斯河及幼發拉底河，為特有種，體長可達10.9公分。